# Sliač
Sliač (allemand : Sliatsch, hongrois : Szliács) est une ville thermale de la région de Banská Bystrica, en Slovaquie. Sa population s'élevait à 4 850 habitants en 2005.

## Géographie
Sliač est arrosée par le Hron et se trouve à 7 km au nord de Zvolen, à 11,5 km au sud de Banská Bystrica et à 159 km à l'est-nord-est de Bratislava.

## Histoire
La plus ancienne mention de Sliač remonte à 1250.

## Démographie

### Évolution de la population
| Année:               | 1994. | 2004.   | 2014.   | 2024.   |
| -------------------- | ----- | ------- | ------- | ------- |
| Nombre de personnes: | 4982  | 4853    | 5015    | 4788    |
| Différence:          |       | -2,58 % | +3,33 % | -4,52 % |

| Année:               | 2023. | 2024.   |
| -------------------- | ----- | ------- |
| Nombre de personnes: | 4761  | 4788    |
| Différence:          |       | +0,56 % |

## Transports
La ville dispose d’un aéroport international, l’aéroport de Sliač.